# Polygala hieronymi
Polygala hieronymi är en jungfrulinsväxtart som beskrevs av Chod.. Polygala hieronymi ingår i släktet jungfrulinssläktet, och familjen jungfrulinsväxter. Inga underarter finns listade i Catalogue of Life.